# Paweł Cibicki
Paweł Cibicki (Malmö, 9 de enero de 1994) es un futbolista sueco que juega de delantero en el IFK Värnamo de la Allsvenskan sueca.

## Carrera
Cibicki firmó su primer contrato con el Malmö FF en noviembre de 2012. Hizo su debú con el Malmö FF, en la Allsvenskan (primera división sueca),  el 7 de julio de 2013, en partido contra el Gefle IF. Esa temporada disputó siete partidos, la mayor parte saliendo desde el banquillo. Firmó su contrato para el primer equipo en julio de 2014 con Malmö FF para tres temporadas y media. Antes ya había alcanzado un acuerdo verbal con el FC Groningen de Holanda, pero decidió en el último momento permanecer en Malmö. La temporada de 2014 supuso una consolidación para Cibicki, que jugó en 21 partidos, en los que anotó tres goles. Su primer gol en la liga sueca lo marcó contra el Halmstads BK el 12 de mayo de 2014. También participó en tres ocasiones en la fase de grupos de UEFA Champions League de la temporada 2014/15. En 2016, jugó cedido en el Jönköpings Södra IF de Suecia.
Tras una buena actuación en el Europeo Sub-21 durante el verano de 2017, fichó por el Leeds United, histórico club inglés que militaba en la Championship. La temporada siguiente, la 2018-19, fue cedido al Molde FK hasta final de año. En enero de 2019, el IF Elfsborg logró su cesión hasta final de temporada. El 21 de agosto de 2019 fue nuevamente cedido, en esta ocasión al ADO Den Haag. Finalmente, en enero de 2020 se desvinculó del Leeds y se marchó al Pogoń Szczecin polaco.
En 2021 fue sancionado con cuatro años por amaño de partidos. Una vez cumplió la suspensión, en marzo de 2025, regresó al fútbol fichando por el IFK Värnamo hasta 2026.

## Selección nacional
Cibicki tiene la nacionalidad sueca, por nacimiento, y polaca, por ascendencia, y comenzó jugando con la selección sub-19 y sub-20 de Polonia, pero en 2016 se decidió por la sub-21 de Suecia.